# 玉淋湖
玉淋湖是一个位于中国西藏自治区尼玛县的湖泊，面积约为57平方千米。